# 東正彦
東 正彦（ひがし まさひこ、1874年〈明治7年〉6月22日 - 没年不明）は、大日本帝国陸軍軍人。最終階級は陸軍少将。功四級。

## 経歴・人物
島根県出身。1895年（明治28年）陸軍士官学校第6期卒業。1902年（明治35年）陸軍大学校第16期卒業。
満州軍総司令部参謀として日露戦争に従軍する。
1912年（明治45年）6月に弘前連隊区司令官、1914年（大正3年）5月に陸軍歩兵大佐、同年8月に歩兵第12連隊長、1916年（大正5年）4月に第18師団参謀長を経て、1918年（大正7年）7月に陸軍少将・歩兵第37旅団長に任官。1920年（大正9年）間島事件が勃発すると10月に旅団長として出動し、同年12月に帰還する。
翌年の1921年（大正10年）7月に待命、同年11月に予備役に編入した。
1947年（昭和22年）11月28日、公職追放仮指定を受けた。

## 栄典
- 1895年（明治28年）11月15日 - 正八位[4]
- 1897年（明治30年）12月15日 - 従七位[5]